# Комптонівське розсіювання

Схематичне зображення комптонівського розсіювання на вільному електроні

Комптонівське розсіювання — явище непружного розсіювання фотонів на вільних заряджених частинках, наприклад, електронах.
При комптонівському розсіюванні фотон віддає частину своєї енергії зарядженій частинці. Як наслідок змінюється його власна енергія, а отже, довжина хвилі.
Явище непружного розсіяння рентгенівських і гамма-променів на електронах відкрив 1923 року Артур Комптон, за що отримав Нобелівську премію за 1927 рік. Важливість відкриття зумовлена тим, що в класичній фізиці зміна довжини електромагнітної хвилі при розсіюванні на вільній зарядженій частинці неможлива.
При непружному розсіюванні фотона на зарядженій частинці мають виконуватися закон збереження енергії і закон збереження імпульсу. Ці обмеження роблять неможливим таке розсіювання для квантів електромагнітного поля з малою частотою.
Енергія, втрачена фотоном при комптонівському розсіюванні, передається електрону. У результаті виникає високоенергетичний електрон віддачі.
Ефект Комптона за природою є подібним до фотоефекту — різниця полягає в тому, що при фотоефекті фотон повністю поглинається електроном, тоді як при комптонівському розсіюванні він лише змінює напрямок руху й енергію.
Комптонівське розсіювання є основним каналом розсіювання електромагнітних хвиль на речовині на ділянці енергій від 0,5 до 3 MеВ.

## Неможливість класичного тлумачення
У класичній електродинаміці взаємодія електрона з електромагнітною хвилею, при врахуванні лише електричної складової, наступна: під дією періодичних збурень, електрон починає коливатися з тою самою частотою, що і набігаюча хвиля і випромінювати нові електромагнітні хвилі тієї ж частоти.
Якщо врахувати й магнітне поле, то рух електрона буде описуватись складнішим диференціальним рівнянням, і, у випадку якщо поле достатньо сильне, щоб розігнати електрон до релятивістських швидкостей, він може починати випромінювати на частотах, відмінних від частоти початкової хвилі.
Проте, у жодному випадку класична теорія не передбачає існування електронів віддачі — хвиля розподілена в просторі, і не може «сконцентровуватись» на одному електроні й вибити його з атому. Тому, реєстрація таких електронів точно вказує на неповноту класичного опису, а саме, на корпускулярно-хвильову природу світла

## Розсіяння на вільному електроні

Енергія фотона і електрона віддачі в залежності від кута розсіювання

Залежність диференціального перетину розсіяння від кута розсіяння для різних значень енергій фотона

Випадок розсіяння на вільному електроні є математично найпростішим варіантом, і може бути описане точно.
Енергія фотона дорівнює {\displaystyle {\mathcal {E}}=hc/\lambda }, а імпульс — {\displaystyle p=h/\lambda }, або інакше, {\displaystyle p={\mathcal {E}}/c}. Враховуючи це, можна записати рівняння збереження енергії й імпульсу (через теорему косинусів) при непружному зіткненні фотона й електрона:
{\displaystyle {\mathcal {E}}_{0}+mc^{2}={\mathcal {E}}_{1}+E_{e}}
{\displaystyle p_{e}^{2}=p_{0}^{2}+p_{1}^{2}-2p_{0}p_{1}\cos \theta =1/c^{2}({\mathcal {E}}_{0}^{2}+{\mathcal {E}}_{1}^{2}-2{\mathcal {E}}_{0}{\mathcal {E}}_{1}\cos \theta )}
підставивши значення енергії та імпульсу електрона у формулу зв'язку енергії і імпульсу у релятивістській механіці {\displaystyle E_{e}^{2}-p_{e}^{2}c^{2}=m^{2}c^{4}}, отримаємо
{\displaystyle ({\mathcal {E}}_{0}-{\mathcal {E}}_{1}+mc^{2})^{2}-{\mathcal {E}}_{0}^{2}-{\mathcal {E}}_{1}^{2}+2{\mathcal {E}}_{0}{\mathcal {E}}_{1}\cos \theta =m^{2}c^{4}}
розкривши дужки, отримаємо
{\displaystyle {\mathcal {E}}_{1}{\mathcal {E}}_{0}(\cos \theta -1)+mc^{2}({\mathcal {E}}_{0}-{\mathcal {E}}_{1})=0}
Виразивши енергію через довжину хвилі, отримаємо
{\displaystyle {\frac {h^{2}c^{2}}{\lambda _{0}\lambda _{1}}}(\cos \theta -1)+{\frac {mc^{2}hc(\lambda _{1}-\lambda _{0})}{\lambda _{0}\lambda _{1}}}=0}
Спростивши вираз, отримаємо формулу, що зв'язує кут відхилення фотона і зміну його довжини хвилі, і відома як формула Комптона
{\displaystyle \lambda _{1}-\lambda _{0}={\frac {h(1-\cos \theta )}{m_{e}c}}}
Оскільки ця формула виведена лише з кінематичних міркувань, вона є точною і в релятивістському випадку.
Величина {\displaystyle {\frac {h}{m_{e}c}}} називається комптонівською довжиною хвилі ({\displaystyle m_{e}} — маса електрона, {\displaystyle h} — стала Планка, c — швидкість світла) і є сталою для кожного типу зарядженої частинки.
Комптонівська довжина хвилі чисельно дорівнює 2,4263·10−12м = 2,4263 пм
Можна бачити, що зміна довжини хвилі не залежить від початкової енергії фотона, що, своєю чергою, означає, що зміна енергії є суттєвою лише для високоенергетичних фотонів — наприклад, для видимого світла з довжиною хвилі у сотні нанометрів енергія змінюється менше ніж на одну десятитисячну. Таким чином, комптонівське розсіювання переходить в томсонівське.
Квазікласичний підхід дає змогу отримати тільки зміну довжини хвилі розсіяного фотона. Для обчислення перетину розсіювання необхідно застосувати рівняння квантової електродинаміки. Такий розподіл дає формула Клейна — Нісіни.
При зростанні енергії фотона, ймовірність розсіювання поступово зменшується, причому ймовірність розсіювання на великі кути зменшується швидше.
Кут розсіяння електрона віддачі відрізняється від кута розсіяння фотона, і, у випадку розсіяння на вільному електроні, описується рівнянням:
{\displaystyle {\mbox{tg}}\phi ={\frac {{\mbox{ctg}}(\theta /2)}{1+h\nu /(m_{e}c^{2})}}}
де {\displaystyle \theta } — кут розсіяння фотона.

## Зворотній комптонівський ефект
Якщо фотон розсіюється на рухомих електронах, то енергія розсіяного фотона може бути більшою, за енергію падаючого (відповідно, енергія електрона після зіткнення зменшується). Такий процес називають зворотнім комптонівським розсіянням. Цей процес є основним механізмом втрати енергії релятивістськими електронами у міжзоряному просторі. Якщо початкові швидкості фотонів розподілені ізотропно, то середня енергія розсіяних фотонів буде дорівнювати
{\displaystyle {\mathcal {E}}_{1}={\mathcal {E}}_{0}{\frac {4E_{e}}{3m_{e}c^{2}}}}
Енергія розсіяного на електроні фотона, якщо кут між напрямками їх руху θ, кут між напрямками руху падаючого і розсіяного фотона φ, безрозмірна швидкість електрона {\displaystyle \beta =v/c}:
{\displaystyle {\mathcal {E}}_{1}={\mathcal {E}}_{0}{\frac {1-\beta \cos \theta }{1-\beta \cos(\theta -\phi )+{\frac {{\mathcal {E}}_{0}}{E_{e0}}}(1-\cos \phi )}}}
У випадку «лобового» зіткнення:
{\displaystyle {\mathcal {E}}_{1}=E_{e0}{\frac {4{\mathcal {E}}_{0}E_{e0}}{4{\mathcal {E}}_{0}E_{e0}+m^{2}c^{4}}}}
У випадку зворотного комптон-ефекту зміна довжини хвилі падаючого світла залежить від його початкової енергії, тоді як для нерухомих електронів такої залежності нема.

## Розсіяння на зв'язаному електроні

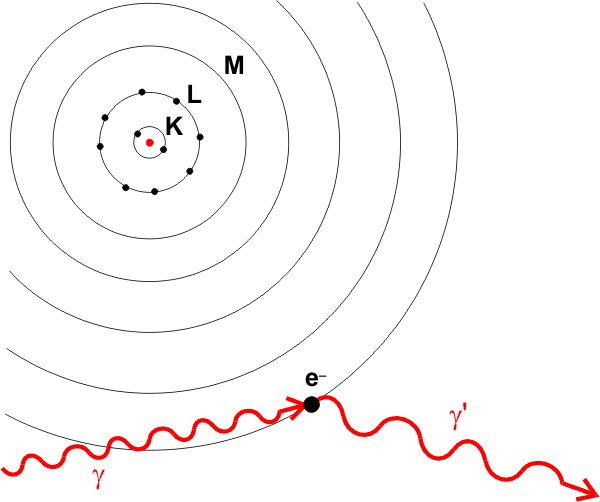
Схематичне зображення розсіювання фотона на електроні зовнішньої оболонки атома

У випадку, якщо електрон, на якому розсіюється фотон, перебуває в атомі, то картина розсіювання ускладнюється.
У випадку, якщо енергія зв'язку електрона більша за енергію налітаючого фотона, то електрон не вибивається з оболонки, і фотон розсіюється всім атомом як одним цілим. У такому випадку замість маси електрона у формулі для зміни довжини хвилі буде стояти маса атома, яка в десятки тисяч разів більша — а отже, і зміна довжини хвилі буде у десятки тисяч разів меншою. Через це низькоенергетичні фотони (наприклад, видимого діапазону) розсіюються майже пружно — таке розсіювання називається релеївським.
Іншим можливим варіантом є раманівське розсіяння, при якому частина енергії фотона переходить у енергію власних коливань молекули.
У випадку власне комптонівського розсіювання, якщо енергія налітаючого фотона значно більша за {\displaystyle {\mathcal {E}}_{0}\gg \alpha Z_{eff}m_{e}c^{2}},де α — стала тонкої структури, а Zeff — ефективний заряд ядра в одиницях е (різний для різних оболонок), можна вважати, що електрон вільний, і його розсіювання описується формулами розсіювання на вільному електроні.
У випадку, якщо {\displaystyle m_{e}c^{2}\gg {\mathcal {E}}_{0}\gg E_{3}}, варто врахувати, що у рівняння збереження енергії при розсіюванні додається член, пов'язаний з енергією зв'язку, а з іншого боку, з'являється взаємодія електрона і покинутого їм йона. Для опису такого процесу використовуються фейнманівські діаграми типу «чайка».
Ймовірність розсіювання близька до нуля при низьких енергіях налітаючого фотона, поступово зростає при збільшенні енергії, а потім спадає. Положення піку залежить від ефективного заряду ядра: чим він більший, тим більшим енергіям відповідає пік. Також, чим більше значення заряду ядра, тим менший за абсолютними величинами є піковий переріз розсіювання.
У кутовому розподілі при зростанні заряду ядра пригнічуються вильоти з малим кутом — тобто, найбільшу ймовірність при розсіянні на K-електронах важких елементів має відбиття на 180°, навіть для високих енергій.
Ще однією особливістю розсіяння на електронах в атомі є розширення спектральної лінії, що відповідає заданому куту розсіяння. Тобто, якщо при розсіянні на вільному електроні, будь-якому куту відповідає конкретне значення Δλ, то при розсіянні на атомі кожному куту відповідає цілий діапазон таких значень. Це відбувається через те, що в атомі електрон локалізований, а отже має невизначеність у імпульсі. Ширина лінії пропорційна енергії падаючого фотона, і квадратному кореню від енергії зв'язку електрона.
Оскільки зазвичай у атома є багато електронів з різною енергією зв'язку, то при одній і тій самій енергії падаючого фотона для деяких електронів розсіювання буде йти за комптонівським типом, а для інших (енергія зв'язку яких більша за енергію фотона) — за релеївським, в залежності від того, з електроном якої оболонки провзаємодіяв фотон. Тому реальні спектри розсіяних фотонів зазвичай мають два піки — один з них збігається з частотою падаючого світла, і другий, з менш енергетичними комптонівськими фотонами.
Комптонівське розсіяння на зв'язаному електроні є основним способом втрати енергії у речовині для гамма-квантів середнього діапазону енергій від 100 кеВ (1 МеВ для важких атомів) до кількох МеВ. Для фотонів меншої енергії важливішими є процеси релеївського розсіювання і фотоефекту, а для більш високоенергетичних — процеси народження електрон-позитронних пар у кулонівському полі ядра.

## Деякі особливі випадки комптонівського розсіювання

### Подвійне розсіювання
Іноді в процесі розсіяння електрон може поглинути один фотон, а випромінити два. Такий процес відбувається значно рідше за звичайне розсіювання. Найбільш ймовірним є випадок, коли один з утворених фотонів дуже низькоенергетичний, і навпаки, ймовірність випромінювання двох фотонів з близькими енергіями — мінімальна.
Також, можливе випромінювання 3 і більше фотонів, проте воно пригнічується з коефіцієнтом (1/137)n-1, де n — кількість фотонів.
При випромінюванні двох і більше фотонів втрачається пряма залежність між кутом відхилення і зміною довжини хвилі, тому правильне врахування шуму від подвійного комптон-ефекту необхідне для точного вимірювання нормального комптон-еффекту.

### Нелінійне розсіювання
У випадку, якщо інтенсивність падаючого світла дуже велика, електрон може поглинути кілька фотонів, і випромінити один — такий процес називається нелінійним комптонівським розсіюванням. Його переріз, на відміну від звичайного розсіювання, залежить від щільності фотонів у пучку. Розсіювання по такому каналу стає ймовірним, коли напруженість поля, що створюється електромагнітною хвилею, перевищує напруженість поля в атомі (для атома водню ця величина становить близько 4·1011 В/м) більш як у 137 разів. Такі умови виникають за надзвичайно високої інтенсивності випромінювання (понад 1021 Вт/см²), і на 2020 рік вони були досяжними лише за допомогою кількох найпотужніших у світі лазерів.
У природі такі процеси можуть реалізовуватися на поверхні нейтронних зір.

### Розсіювання на важких частинках
Фотони можуть розсіюватись на протонах і нейтронах так само як на електронах, проте через те, що нуклони майже у 2 тисячі разів важчі за електрони, зміна довжини хвилі так само в тисячі разів менша, а тому помітною стає лише для дуже високоенергетичних фотонів. Крім того, взаємодія нуклонів у ядрі значно складніша за взаємодію електрона з ядром, що також впливає на форму спектру розсіяних фотонів.

## Застосування
Вимірюючи інтенсивність розсіяного світла можна з великою точністю визначити електронну густину у тілі.
Якщо об'єкт має складну внутрішню будову, то можна розділити розсіяне випромінювання, що йде від кожної окремої ділянки вздовж променя. Таким чином працює комптонівська томографія. Її головною перевагою є можливість просканувати об'єкт, навіть коли відсутній повний доступ до нього (неможливо зробити повний оберт випромінювача і детектора навколо), а недоліком — низька роздільна здатність.
Аналізуючи переріз комптонівського розсіяння при різних енергіях можна встановити розподіл моментів руху електронів у різних оболонках. Залежність перерізу від енергії називається комптонівським профілем речовини. Також знання комптонівського профілю потрібне для високоточної рентгенографії, оскільки комптонівське розсіювання зашумлює картину рентгенівської тіні.
Використання ефекту Комптона дозволяє створювати лазери з плавною регуляцією довжини хвилі — така регуляція відбувається внаслідок обертання мішені навколо розсіювача.
Якщо фотон детектується спочатку одним детектором, а після цього — іншим, то, аналізуючи зміни енергії фотона можна визначити його початкову траєкторію. Так працюють комптонівські гамма-телескопи, що мають дуже широке поле зору. Наприклад, телескоп на орбітальній обсерваторії «Комптон» має поле зору в 1 стерадіан.
Зворотне комптонівське розсіяння релятивістських електронів на реліктовому мікрохвильовому випромінюванні створює фотони віддачі енергією 50-100 кеВ. Це явище відоме як ефект Сюняєва — Зельдовича. Детектуючи такі високоенергетичні фотони, можна вивчати великомасштабний розподіл матерії у Всесвіті. Найповніший огляд джерел такого випромінювання був зроблений космічним телескопом «Планк».